# Kodeks 0128
Kodeks 0128 (Gregory-Aland no. 0128) ε 071 (Soden) – grecki kodeks uncjalny Nowego Testamentu na pergaminie, paleograficznie datowany na IX wiek. Rękopis jest przechowywany jest we Francuskiej Bibliotece Narodowej (Copt. 129,10 fol. 208) w Paryżu.

## Opis
Do dziś zachowała się 1 karta kodeksu (35 na 25,5 cm) z tekstem Ewangelii Mateusza (25,32-37.40-42.44-45).
Tekst pisany jest dwoma kolumnami na stronę, w 33 linijkach w kolumnie. Stosuje akcenty, popełnia błędy itacyzmu. Posiada litery na marginesie dla oznaczenia Sekcji Ammoniusza.

## Tekst
Tekst kodeksu reprezentuje mieszaną tradycję tekstualną. Kurt Aland zaklasyfikował go do kategorii III.

## Historia
Gregory datował fragment na IX lub X wiek. Aland datował go na IX wiek. W ten sam sposób datuje go obecnie INTF.
Prawdopodobnie powstał w Egipcie. Pierwszy opis rękopisu sporządził Émile Amélineau w 1895.
Pierwotnie oznaczany był przy pomocy siglum Tr. Gregory w 1908 roku dał mu siglum 0128.
Rękopis cytowany jest w krytycznych wydaniach greckiego Nowego Testamentu (NA26, NA27). W NA27 cytowany jest jako świadek pierwszego rzędu.